# Prêmio Avon Color de Maquiagem
O Prêmio Avon Color de Maquiagem, também chamado de Prêmio Avon de Maquiagem, é a mais tradicional premiação brasileira que homenageia os profissionais de maquiagem do país, sendo por isso considerado o "Oscar Brasileiro da Maquiagem".
Criado em 1995, esta foi a primeira premiação exclusiva para maquiadores do Brasil. A premiação, oferecida pela empresa Avon, reconhece os melhores trabalhos desenvolvidos por profissionais da área no Brasil, em diferentes áreas de atuação.

## Categorias
- Maquiagem Social
- Cinema e Vídeo Publicitários
- Mídia Impressa Publicitária
- Vídeo Independente e Clipe
- Televisão
- Cinema de Longa e Curta Metragem
- Artes Cênicas
- Mídia Impressa Editorial
- Desfiles e Eventos Promocionais
- Novos Talentos
- Destaque
- Prêmio por Conjunto da Obra